# Візування (маркшейдерія)
Візування (рос.визирование, англ. sighting; нім. Visur, Visieren n) – суміщення перехрестя сітки ниток у маркшейдерському приладі з зображенням візирної цілі. 
Відстань візування найменша , (рос.визирования наименшее расстояние, англ. minimum sighting distance, нім. minimale Visur-Distanz f) – відстань від вертикальної осі обертання маркшейдерського приладу до найближчого до нього чітко видимого в зоровій трубі предмета.